# Olaszrizling

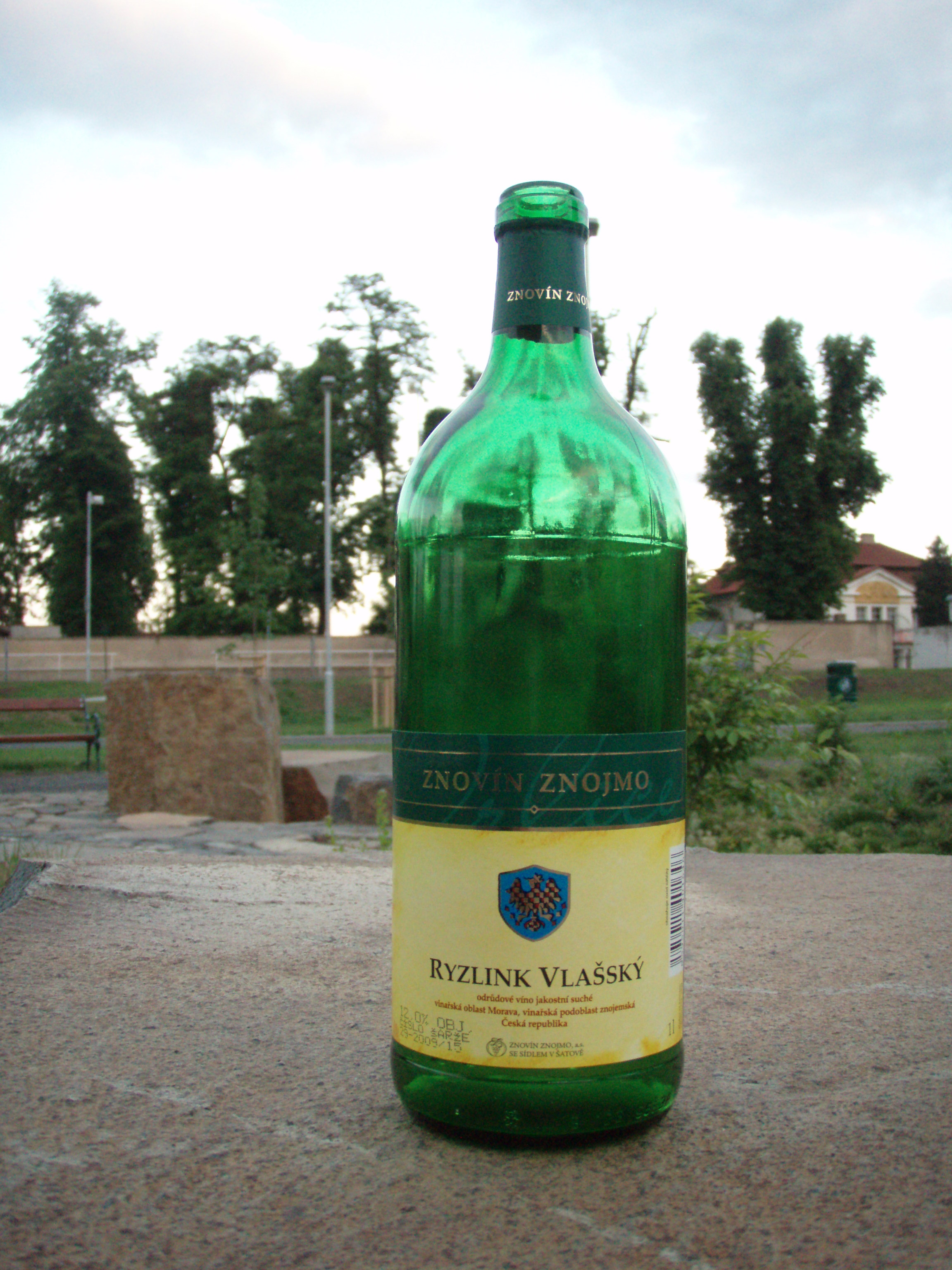
Een fles Tsjechische ryzlink vlašský

Olaszrizling is in Hongarije een veel aangeplant druivenras, waarvan lichtgelige licht aromatische wijnen gemaakt worden. De kwaliteit van de wijnen hangen sterk af van de plaatselijke omstandigheden en het wijnjaar. De belangrijkste wijngebieden zijn Balatonfüred-Csopak, Ászár-Neszmély en Badacsony.
In Oostenrijk heet de druif Welschriesling, in Slovenië laški rizling, in Tsjechië ryzlink vlašský, in Kroatië Graševina  en in Italië riesling italico. Al deze aanduidingen suggereren een Italiaanse afkomst. Met de riesling heeft de druif geen verwantschap.